# 紫苞飞蓬
紫苞飞蓬（学名：Erigeron porphyrolepis）是菊科飞蓬属的植物，为中国的特有植物。分布在中国大陆的西藏等地，生长于海拔3,900米的地区，多生长在高山草甸，目前尚未由人工引种栽培。